# 铁场镇
铁场镇是中国广东省河源市龙川县下辖的一个镇，位于龙川县的中部。全镇总面积251.93平方公里，下辖3个社区30个村，总人口7.3万人。广梅汕铁路横贯全镇，镇内设有火车站。

## 行政区划
铁场镇下辖以下村级行政区划单位
铁场社区、石坑社区、谷前社区、铁场村、瑞厚村、均厚村、珊田村、梓江村、葛州村、通亨村、讴田村、铁东村、和田村、东湖村、塘江村、石坑村、丰光村、黄田村、凭畲村、江头村、龙湖村、桥头村、双丰村、周塘村、谷前村、中径村、罗坳村、秀中村、茅畲村、新和村、社贝村、黄花村和秀联村。